# 朴吉淳
朴 吉淳（パク キルスン、朝: 박 길순、英: Park Kil-Sun）は韓国の柔道選手。階級は中量級。

## 人物
1965年にリオデジャネイロで開催された世界選手権中量級では準決勝で松田博文に大外刈で敗れたが銅メダルを獲得した。1967年にソルトレイクシティーで開催された世界選手権では決勝まで進むも、湊谷弘に大外刈で敗れたが銀メダルを獲得した。

## 主な戦績
- 1965年 - 世界選手権　3位
- 1967年 - 世界選手権　2位